# Embal·lonúrids
Els embal·lonúrids (Emballonuridae) són una família de ratpenats constituïda per 13 gèneres i 50 espècies, que es troben a les regions tropicals i subtropicals de tot el planeta, entre les quals hi ha algunes de les espècies de ratpenat més petites, amb mides corporals que oscil·len entre 3,5 i 10 cm.

## Descripció
Generalment tenen el pelatge marró o gris, amb l'excepció de membres del gèneres Diclidurus, que el tenen blanc. Tenen cues curtes que projecten a través d'una membrana, formant una beina. Com el seu nom indica, la majoria de les espècies tenen glàndules en forma de sacs a les ales, a través de les quals alliberen feromones per atraure a les parelles. Altres espècies tenen glàndules a la gola que produeixen secrecions d'una olor forta. La seva fórmula dental és: {\displaystyle {\tfrac {1-2.1.2.3}{2-3.1.2.3}}}
Prefereixen viure generalment en àrees menys frondoses que altres espècies de ratpenat. Sovint viuen en forats als arbres, entrades de coves o altres estructures. Algunes espècies, com les del gènere Taphozous, viuen en grans colònies, mentre que d'altres viuen en solitari. Les espècies que viuen lluny del tròpics, a l'hivern, poden entrar en letargia o, fins i tot, hibernar.
El embal·lonúrids s'alimenten principalment d'insectes, encara que ocasionalment ho fan de fruits. La majoria capturen les preses en plè vol, mentre que alguns altres les capturen sobre la superfície de l'aigua, com és el cas del ratpenat de trompa.

## Gèneres
- Subfamília Emballonurinae
  - Balantiopteryx
  - Centronycteris
  - Coleura
  - Cormura
  - Cyttarops
  - Diclidurus
  - Emballonura
  - Mosia
  - Peropteryx
  - Rhynchonycteris
  - Saccopteryx
- Subfamília Taphozoinae
  - Saccolaimus
  - Taphozous

Gèneres extints
- Floridopteryx
- Karstopteryx
- Oligopteryx